# 작가
작가(作家)는 예술과 취미의 분야에서 작품을 창작하는 사람을 말한다. 이때 작품이 반드시 문학 작품일 필요는 없으며, 문학 작품인 경우에는 저술가라고 불리지만, 일반적으로 작가라고도 하는 경우가 많다.

## 개요
예술가에 포함된 사람의 대부분은 작가이지만, 직종 · 직급으로 ○○작가로 부르는지는 이미 고유의 직업 명칭이 확립되어 있는지 여부에 따른다. 즉 전통 예술 분야에서는 시인 · 화가 · 작곡가 · 감독 등의 호칭이 확립되어 있기 때문에 ○○작가라고 부르지 않지만, 새로운 예술 분야나 취미 분야에서는 ○○작가, ○○창작가, ○○크리에이터라고 불러지기도 한다. 그러나 전통 예술 분야에서도 ○○작가라는 단어를 사용하는 경우가 있다. 단지 작가라고 하는 경우, 저술가 중 특히 소설가를 가리키는 경우가 많다. 하지만 '작가'라는 직업은 의미가 명확하지 않다.

## 예시
- 시인
- 소설가
- 수필가
- 극작가
- 각본가
- 기고가
- 방송작가

## 같이 보기
- 쓰기
- 예술가
- 연예인
- 책